# Odrowążowie
Odrowążowie – polski ród możnowładczy pochodzący ze Śląska, pieczętujący się herbem Odrowąż. Jego protoplastą miał być Prandota Stary, żyjący na początku XII w. Poza Śląskiem członkowie rodu osiedlili się również w Małopolsce.
Najbardziej znanymi przedstawicielami rodu byli:
- Iwo Odrowąż (biskup krakowski 1218–1229),
- Jan Prandota (biskup krakowski 1242–1266),
- dominikanie:
  - św. Jacek,
  - bł. Czesław (patron Wrocławia)
- Jan ze Szczekocin – dowodził oddziałami chroniącymi południowe granice Polski przed atakiem węgierskim w czasie wielkiej wojny z zakonem krzyżackim),
- Jan Sprowski (arcybiskup gnieźnieński)
- Jakub z Dębna (kasztelan krakowski i kanclerz Kazimierza Jagiellończyka).

## Rodziny wywodzące się z rodu Odrowążów
- Bębnowscy
- Białaczowscy
- Chlewiccy
- Dembińscy
- Kamieńscy
- Fałkowscy (z Fałkowa)
- Koneccy (vel  Konieccy)
- Maliccy (z Malic Kcyńskich)
- Modliszewscy
- Sprowscy
- Szydłowieccy
- Wysoccy